# Comuna de Nowy Korczyn
Nowy Korczyn (polaco: Gmina Nowy Korczyn) é uma gminy (comuna) na Polónia, na voivodia de Santa Cruz e no condado de Busko. A sede do condado é a cidade de Nowy Korczyn.
Conforme os censos de 2004, a comuna tem 6 450 habitantes, com uma densidade 55 hab./km².

## Área
Estende-se por uma área de 117.31 km², incluindo:
- área agricola: 83%
- área florestal: 8%

## Demografia
Dados de 30 de Junho 2004:
|                      | Total   | Total | Mulheres | Mulheres | Homens  | Homens |
| -------------------- | ------- | ----- | -------- | -------- | ------- | ------ |
|                      | pessoas | %     | pessoas  | %        | pessoas | %      |
| População            | 6 450   | 100   | 3 312    | 51,3     | 3 138   | 48,7   |
| Densidade (pop./km²) | 55      | 100   | 28,2     | 28,2     | 26,7    | 26,7   |

De acordo com dados de 2005, o rendimento médio per capita ascendia a 1 401,72 zł.

## Subdivisões
- Badrzychowice, Błotnowola, Brzostków, Czarkowy, Grotniki Duże, Grotniki Małe, Górnowola, Harmoniny, Kawęczyn, Łęka, Nowy Korczyn, Ostrowce, Parchocin, Pawłów, Piasek Wielki, Podraje, Podzamcze, Rzegocin, Sępichów, Stary Korczyn, Strożyska, Ucisków, Winiary Dolne, Żukowice

## Comunas vizinhas
- Pacanów, Wiślica, Busko-Zdrój, Solec-Zdrój, Opatowiec, Bolesław, Gręboszów, Mędrzechów.